# Skîbivka, Ciutove
Skîbivka (în ucraineană Скибівка) este localitatea de reședință a comunei Skîbivka din raionul Ciutove, regiunea Poltava, Ucraina.

## Demografie
Componența lingvistică a localității Skîbivka
     Ucraineană (96,63%)
     Rusă (2,45%)
     Alte limbi (0,92%)
Conform recensământului din 2001, majoritatea populației localității Skîbivka era vorbitoare de ucraineană (96,63%), existând în minoritate și vorbitori de rusă (2,45%).